# Victor Young Perez (film)
Pour les articles homonymes, voir Víctor Pérez et Perez.
Pour plus de détails, voir Fiche technique et Distribution.
Victor Young Perez est un film biographique français réalisé par Jacques Ouaniche, sorti en salles en France le 20 novembre 2013. Le film, inspiré de la vie du boxeur champion du monde Victor Perez, est présenté en octobre 2013 à Colmar au festival du Film « 7 Jours pour le 7e art ».

## Synopsis
Le film raconte la vie du boxeur tunisien et juif Victor Perez, parti en France avec son frère Benjamin qui l'entraîne. En 1931, à l'âge de 20 ans, il devient le plus jeune champion du monde de boxe catégorie poids mouche (record qu'il détient toujours) et rencontre Mireille Balin avec qui il a une relation tumultueuse. Mais la Seconde Guerre mondiale le conduit au camp de mort allemand à Auschwitz.

## Fiche technique
- Titre : Victor « Young » Perez
- Réalisation : Jacques Ouaniche
- Scénario : Yoni Darmon, Jacques Ouaniche
- Musique : Didier Lockwood
- Photographie : Pierre-Yves Bastard
- Montage : Emmanuelle Mimran
- Décors : Xavier Lavant
- Costumes : Edith Vesperini
- Coach acteur de Brahim Asloum :  Jean-Bernard Feitussi
- Production : Nelly Kafsky, Jacques Ouaniche
- Sociétés de production : Greenhouse media investment, Mazel Productions, Noé Productions, France 3 cinéma (coproducteur)
- Sociétés de distribution : Océan Films, K-Films Amérique (Québec)
- Pays d'origine :  France
- Langue originale : français
- Genre : biographique
- Durée : 110 minutes
- Format : couleur
- Dates de sortie :
  - France : 20 novembre 2013 (sortie nationale)

## Distribution
- Brahim Asloum : Victor « Young » Perez
- Steve Suissa : Benjamin Perez
- Isabella Orsini : Mireille Balin
- Patrick Bouchitey : Léon Beillères
- Davy Sardou : Maxo
- Alaa Safi : Battling Mokhtar

## Autour du film
- Les scènes dans le camp ont été tournées en Bulgarie[1].
- Le rôle de Victor Perez devait être au départ joué par Saïd Taghmaoui, autre boxeur qui a déjà joué dans des films, notamment dans La Haine de Mathieu Kassovitz[1].
- Lorsque Brahim Asloum allait s'entraîner à l'INSEP, après avoir été sélectionné dans l'équipe de France, il passait tous les jours devant la plaque commémorative de Victor Perez[1].
- Victor Perez est le premier boxeur tunisien à avoir été champion du monde, Brahim Asloum est le dernier boxeur français.
- Pour les scènes où Victor Perez se trouve dans le camp d'Auschwitz, Brahim Asloum a perdu 12 kilos, passant ainsi de 64 à 52 kilos[1].

## Accueil

### Accueil critique
- France 24 : « À l’époque, c’était un Victor Perez, aujourd’hui, cela peut être un Brahim Asloum. Pour sa première expérience au cinéma, le retraité des rings, devenu acteur et consultant pour plusieurs médias, frappe fort. En un coup d’essai, il a sorti un immense champion des oubliettes de l’histoire : "C’est mon copain. J’aurais toujours une pensée pour Victor" ».
- L'Express : « Joliment mis en lumière, bénéficiant d'une reconstitution soignée, le film pâtit néanmoins d'une narration sans envergure, au mieux plate, au pire surlignée. Cela sent le travail, la passion... Manque juste le talent »[2].
- Le Nouvel Observateur : « Le film de Jacques Ouaniche (producteur et réalisateur de Maison close) reconstitue, en flash-back, la vie brève de Perez, ses succès et ses échecs : la mise en scène est un peu platounette mais c’est passionnant de bout en bout. Et Brahim Asloum, champion aux JO en 2000, est parfait dans le rôle. Magnifique éloge du courage humain face à la barbarie nazie ».
- Le Journal du dimanche : « Ce biopic vaut pour la présence de Brahim Asloum, qui défend sa partition honnêtement. Dommage que le scénario romanesque s'éternise sur la vie parisienne aux scènes assez convenues quand c'est à Auschwitz et après un combat livré en Allemagne à l'issue de la nuit de cristal que l'émotion jaillit et s'impose »[3].
- Le Monde : « Si la démesure des moyens mis en œuvre nuit regrettablement à la force émotionnelle du film, la sincérité d'intention parvient malgré tout à toucher, et la belle présence de Brahim Asloum vaut le coup d’œil »[3].
- Positif : « Un biopic modeste (...) mais s'abîme malheureusement dans la plate illustration »[3].
- Télé 7 Jours : « Avec ou sans gants, doté d'une indéniable présence, ce novice prometteur met au tapis les maladresses de ce premier film ».
- Télérama : « Le film de Jacques Ouaniche, souvent maladroit et naïf, n'est que tire-larmes, malgré la performance attachante et sincère de Brahim Asloum »[3].

### Box-office
Young Victor Perez a totalisé 46 140 entrées en salles en France.